# Anhey Ghorhey Da Daan
Anhey Ghorhey Da Daan (Panjabi: ਅੰਨ੍ਹੇ ਘੋੜੇ ਦਾ ਦਾਨ ãnhe ghōṛe dā dān) ist ein indischer Spielfilm von Gurvinder Singh aus dem Jahr 2011.

## Handlung
Der Film kreist um das Tagesgeschehen einer Dalit-Familie in einem panjabischen Dorf. An einem nebligen Wintermorgen wird das Haus eines Dorfbewohners am Rande des Dorfes niedergerissen, nachdem der bisherige Grundbesitzer das Land zur industriellen Nutzung an einen Fremden verkauft hatte. Als stiller Sympathisant schließt sich der Vater der Gemeinschaft bei der Forderung nach Gerechtigkeit für die betroffene Familie vor dem Sarpanch des Dorfes an.
Sein Sohn Melu, ein Rikscha-Fahrer in Bathinda, nimmt am selben Tag an einem Streik der Gewerkschaft teil, bei dem er verletzt wird. Den Rest des Tages fährt er ziellos umher und verbringt er mit Freunden, mit denen er über den Sinn des Daseins debattiert.
Im Dorf fühlt sich die Mutter durch den Großgrundbesitzer, auf dessen Feld sie arbeitet, willkürlich erniedrigt, weil er sich darüber moniert hat, dass sie für den Eigengebrauch einige Senfpflanzen mitgenommen hat. Nächtliche Schüsse beunruhigen die Dorfbewohner. Es ist die Nacht einer Mondfinsternis, in der ein Mann die traditionellen „Almosen für ein blindes Pferd“ einsammelt. Der Vater fährt nachts mit einem Freund mit dem Traktor in die Stadt, während Melu ins Dorf kommt, wo er seine Schwester Dayalo trifft.

## Hintergrund
Anhey Ghorhey Da Daan basiert auf der gleichnamigen Geschichte von Gurdial Singh aus dem Jahre 1976 und ist das Regiedebüt des FTII-Absolventen Gurvinder Singh. Die Dialoge schrieben Gurdial Singh und Jasdeep Singh. Als Art Director war Pankaj Dhiman verpflichtet. Creative Producer für die National Film Development Corporation war Mani Kaul in einer seiner letzten Tätigkeiten vor seinem Tod.
Die Dreharbeiten fanden vom 19. Januar bis zum 4. März 2011 im Dorf Siviyan und der Stadt Bathinda statt. Außer dem Melu-Darsteller Samuel Sikander John, einem Theaterschauspieler aus Patiala, sind alle anderen Laiendarsteller aus dem Dorf Siviyan.

## Festivalaufführungen und Auszeichnungen
Der Film wurde im Nebenprogramm der 68.  Internationalen Filmfestspiele von Venedig 2011, auf dem 55. BFI London Film Festival und dem Busan International Film Festival gezeigt. Auf dem 5. Abu Dhabi Film Festival 2011 erhielt er den Special Jury Award „New Horizons“. Beim 43. International Film Festival of India in Panaji gewann er als bester Film den Golden Peacock.
Bei den 59. National Film Awards in Indien wurde Anhey Ghorhey Da Daan im Jahre 2012 mit den Preisen für die beste Regie, die beste Kamera und als bester Film in Panjabi ausgezeichnet.

## Kritiken
In „Alms for a Blind Horse“ kümmert sich der Autor und Regisseur Gurvinder Singh mehr um die verwitterten Gesichter der Dorfbewohner und den Morgennebel, der über den Ort zieht, als um das Geschichtenerzählen. Seine Methode ist ein langsamer, gewissenhafter Formalismus – so langsam und so gewissenhaft, dass sein Film luftleer und überästhetisiert wirkt.